# Gears 5
Gears 5 – taktyczna gra third-person shooter stworzona przez The Coalition i wydana przez Xbox Game Studios na systemy Windows oraz konsolę Xbox One. Jest to szósta główna odsłona serii Gears of War i kontynuacja gry Gears of War 4 z 2016 roku. Gra została wydana na całym świecie 6 września 2019 roku. W 2020 roku wydano port gry na konsolę Xbox Series.

## Produkcja
Gears 5 był od początku rozwijany przez The Coalition jako kontynuacja Gears of War 4. W przeciwieństwie do poprzednich gier z serii, ta część jest po prostu zatytułowana Gears 5 (bez „of War” w tytule). Szef marketingu Xboxa, Aaron Greenberg, wyjaśnił, że nowy tytuł był „czystszy” i że to była naturalna zmiana, ponieważ większość ludzi ignorowała „of War” od lat.Gra ukazała się w 2019 roku na Xboksie One i komputerach z Windowsem, a w 2020 roku wydano port na konsolę Xbox Series.

## Fabuła[4]
Zespół Delta podróżuje do ruin Azury, aby uruchomić starą sieć superbroni zwaną Młotem Świtu. Krótko po ich powrocie do Nowej Ephyry, Pierwsza Minister Jinn rozkazuje im, aby pomogli w ewakuacji osady COG 2. W trakcie bitwy okazuje się, że JD, Del i Fahz wcześniej zostali wysłani do COG 2, aby stłumić zamieszki, co doprowadziło do śmierci cywilów i skłoniło JD i Dela do dezercji, oraz że to JD wydał Fahzowi rozkaz, aby otworzyć ogień do cywilów, co spowodowało, że Del i Kait stracili do niego zaufanie. Gdy Szarańcza zagraża zniszczeniem konwoju ewakuacyjnego, JD rozkazuje Bairdowi, aby przedwcześnie użył Młota Świtu. Podczas gdy siły Szarańczy są zniszczone, Młot Świtu ulega awarii i zaczyna strzelać losowo, poważnie raniąc JD.
Cztery miesiące później, Kait i Del udają się do wioski Outsiderów znajdującej się w szkielecie Riftworma, aby spróbować przekonać ich do przyłączenia się do COG. Wódz wioski i wujek Kait, Oscar Diaz, odmawia. Wioska nagle zostaje zaatakowana przez Szarańczę. Kait zostaje porwana przez Snatchera i doświadcza wizji sił wroga, będąc w nich kierowana głosem Myrrah, zmarłej królowej Szarańczy. Kait udaje się uciec od Snatchera, ale nie jest w stanie ocalić Oscara, którego śmierć obserwuje w swoich wizjach. Posiłki COG przybywają, aby ewakuować wioskę, a Kait opowiada Delta o swoich wizjach. Marcus zaleca jej podróż do New Hope, tajnego laboratorium, które Marcus badał wcześniej, aby znaleźć odpowiedzi na temat pochodzenia wrogich sił. Kait udaje się do tego obiektu z Delem. Po przeszukaniu New Hope dowiadują się, że placówka wykorzystywała dzieci lokalnych górników do eksperymentów genetycznych. Wśród ofiar ośrodka znalazła się kobieta, która była odporna na szkodliwe skutki eksperymentów i zamiast tego stawała się silniejsza. Inne dzieci zostały zmutowane przy użyciu DNA miejscowych stworzeń i przekształcone w potwory. Kait i Del później znajdują wskazówki, które prowadzą ich do Mount Kadar, dawnej twierdzy Szarańczy.
Kait i Del docierają do kolejnego tajnego laboratorium COG ukrytego pod Kadar. Znajdują tam naukowca Nilesa Samsona, który wyjaśnia, że potwory z którymi walczą są wynikiem jego eksperymentów polegających na połączeniu DNA lokalnych istot z komórkami macierzystymi królowej Myrrah, która okazała się być wyjątkowym dzieckiem z New Hope. Ponieważ jej komórki macierzyste zostały użyte do stworzenia Szarańczy, Myrrah mogła nimi dowodzić poprzez swój umysł. Liderka Szarańczy doczekała się też córki z jednym z naukowców, ale on uciekł z ich dzieckiem. Niles skłamał Myrrah, że zostali zabici w próbie ucieczki, co spowodowało, że zbuntowała się i zaczęła walkę z naukowcami. Córka królowej jednak przeżyła i okazała się być Reyną, zmarłą matką Kait. Bohaterka zdaje sobie sprawę, że szarańcza próbowała uczynić Reyne swoją królową, a ją może spotkać taki sam los.
Niles umieszcza Kait w interfejsie mózg-komputer połączonym z uśpionym potworem o imieniu Matriarch, by w ten sposób zerwać więź Diaz z Szarańczą. Ostatecznie udaje mu się odłączyć Kait od wrogich istot, ale również wskrzesza Reynę co było jego prawdziwym celem. Mimo to Niles zostaje zabity przez obudzoną Matriarch, a Kait i Del zabijają ją przed ucieczką z placówki. Uświadamiając sobie, że Reyna jest teraz królową Szarańczy, Kait postanawia, że COG musi reaktywować Młot Świtu.
Kilka tygodni później Baird zabiera grupę do pustyni Vasgar, gdzie znajdował się tajny program kosmiczny Unii Niepodległych Republik. Spotykają byłego towarzysza broni Bairda, Garrona Paduka, który ujawnia, że UNR miała rakietę załadowaną satelitami Młota Świtu gotową do wystrzelenia. JD i Fahz przybywają też na miejsce, aby pomóc bohaterom. Drużynie udaje się zmontować i wystrzelić rakietę oraz zdobyć sygnalizatory do kontrolowania Młota Świtu, choć napotykają ogromne stworzenie zwane Krakenem. Grupa ucieka z pomocą Paduka, który zabiera ich do Raven, aby odlecieć do domu.
W Nowej Ephyrze Jinn próbuje aresztować Kait, zamierzając przymusowo połączyć ją z umysłem roju, aby znaleźć centralny Ul sił wroga. Zanim zdąży to zrobić, Rój atakuje Nową Ephyra. Siły Gears próbują ustawić wskaźniki UNR, aby dostarczyć dane celownicze dla Młota Świtu, ale Kraken je niszczy. Przemieniona Królowa Reyna pojawia się i atakuje Kait, JD i Dela. Kait jest zmuszona wybierać między uratowaniem JD a Dela, pozostawiając Reynie możliwość zabicia drugiego. Kait i pozostający przy życiu przyjaciel walczą, aby wrócić do Nowej Ephyry, ale zostają zaatakowani przez Krakena. Pozostali żołnierze są przytłoczeni, dopóki robotyczny towarzysz drużyny, JACK, nie zabija Krakena, poświęcając się jako wskaźnik celowniczy dla Młota Świtu. Po odparciu ataku Kait postanawia, dobić przemienioną matke, po czym niszczy naszyjnik swojej babci.